# Ceriantipatharia
Ceriantipatharia је поткласа корала и укључује редове Ceriantharia и Antipatharia (црне корале), а на основу веома слабо присутне или недефинисане мускулатуре септи унутар телесне дупље, као и уметање нових септи у простор само на дорзалној страни. Чланови ове поткласе имају неспарене септе.